# مؤين ماء
إن جهاز مؤين الماء هو جهاز يقوم بعملية تأين الماء. وعلى الرغم من عدم وجود دليل تجريبي على كون الماء المأين مفيدًا لصحة الإنسان، فإنه يتم تسويق هذا الجهاز باعتبار أنه مضاد للتأكسد ويؤخر الشيخوخة ويقي من المرض. غير أن تلك الأقاويل تتعارض مع قوانين الكيمياء والفيزيولوجيا ولا يتم إثباتها في الغالب.

## التأين
يقوم التحليل الكهربي بفصل الماء إلى عنصري الأكسجين (O2) وغاز الهيدورجين (H2) بفعل التيار الكهربي.

## الاستخدام
لا يوجد دليل تجريبي يدعم ادعاءات جهات التصنيع بأن شرب الماء المؤين سيكون له أثر ملحوظ على الجسم. فمن غير المتوقع أن يغير شرب الماء المؤين من الأس الهيدروجيني في الجسم, نتيجة استقرار القاعدة الحمضية.
الماء المحلل كهربائيًا يستخدم في صناعة الأغذية في تعقيم منتجات الأغذية؛ ورغم فعاليته في المحاليل البكتيرية، فقد وجد أن هذا الماء غير مجدٍ في تطهير الأدوات والأسطح ومنتجات الطعام.